# Championnat de la Barbade de football
Le championnat de la Barbade de football (Digicel Premier League) est la principale compétition footballistique du pays. Il a été créé en 1947. Le championnat rassemble douze clubs répartis en deux poules de six équipes chacune au sein desquelles elles s'affrontent en matchs aller-retour. Les vainqueurs de chaque poule disputent la finale du championnat dont le gagnant est qualifié pour le Caribbean Amateur Club Championship.

## Les clubs de l'édition 2020
| Équipe                 | Stade                        | Ville              |
| ---------------------- | ---------------------------- | ------------------ |
| Barbados Defence Force | Wildey Turf                  | Bridgetown         |
| Weymouth Wales         | Wildey Turf                  | Carrington Village |
| UWI Blackbirds         | Complexe sportif Usain Bolt  | Cave Hill          |
| Empire FC              | Wildey Turf                  | Bank Hall          |
| Notre Dame SC          | Stade national de la Barbade | Bayville           |
| Paradise FC            |                              | Dover              |
| Brittons Hill FC       | Barbados Valery Pasture      | Brittons Hill      |
| Ellerton               |                              | Ellerton           |
| Saint Andrew Lions     |                              | Belleplaine        |
| Deacons FC             |                              | Deacons            |
| Silver Sands           |                              | Deacons            |
| Wotton FC              |                              | Wotton             |

| \| Bridgetown : Brittons Hill FC Defence Force Deacons Empire Notre Dame Weymouth Wales Bridgetown Paradise Ellerton Silver Sands Saint Andrew UWI Blackbirds Wotton \| Localisation des équipes engagées. |
| Bridgetown : Brittons Hill FC Defence Force Deacons Empire Notre Dame Weymouth Wales Bridgetown Paradise Ellerton Silver Sands Saint Andrew UWI Blackbirds Wotton                                          |

| Bridgetown : Brittons Hill FC Defence Force Deacons Empire Notre Dame Weymouth Wales Bridgetown Paradise Ellerton Silver Sands Saint Andrew UWI Blackbirds Wotton |

## Palmarès

### Par année
- 1947-1948 : Spartan (Bridgetown)
- 1950 : Spartan (Bridgetown)
- 1951 : Spartan (Bridgetown)
- 1952 : Empire (Bank Hall, St. Michael)
- 1960 : Everton (Bridgetown)
- 1962 : Everton (Bridgetown)
- 1964 : New South Wales FC
- 1966 : Everton (Bridgetown)
- 1967 : New South Wales FC
- 1969 : New South Wales FC
- 1970 : New South Wales FC
- 1971 : New South Wales FC
- 1972 : New South Wales FC
- 1973 : New South Wales FC
- 1974 : New South Wales FC
- 1975 : New South Wales FC
- 1976 : New South Wales FC
- 1978 : New South Wales FC
- 1981 : New South Wales FC
- 1984 : Weymouth Wales FC
- 1986 : Weymouth Wales FC
- 1987 : Everton (Bridgetown)
- 1988 : Pride of Gall Hill FC
- 1989 : Paradise FC
- 1990 : Brittons Hill FC
- 1992 : Pinelands
- 1993 : Pride of Gall Hill FC
- 1995 : Barbados Defence Force
- 1996 : Paradise FC
- 1997 : Notre Dame SC
- 1998 : Notre Dame SC
- 1999 : Notre Dame SC
- 2000 : Notre Dame SC
- 2001 : Paradise FC
- 2002 : Notre Dame SC
- 2003 : Paradise FC
- 2004 : Notre Dame SC
- 2005 : Notre Dame SC
- 2006 : Youth Milan FC
- 2007 : Barbados Defence Force
- 2008 : Notre Dame SC
- 2009 : Brittons Hill FC
- 2010 : Notre Dame SC
- 2011 : Youth Milan FC
- 2012 : Weymouth Wales FC
- 2013 : Barbados Defence Force
- 2014 : Barbados Defence Force
- 2015 : Barbados Defence Force
- 2016 : University of the West Indies FC
- 2017 : Weymouth Wales FC
- 2018 : Weymouth Wales FC
- 2018-2019 : Barbados Defence Force
- 2020 : Titre non décerné
- 2021-2022 : pas de championnat
- 2023 :  Weymouth Wales FC
- 2024 :  Weymouth Wales FC

### Par club
- 20 titres : Weymouth Wales FC (dont 12 sous le nom de New South Wales FC)
- 10 titres : Notre Dame SC
- 6 titres : Barbados Defence Force
- 5 titres : Everton (Bridgetown), Paradise FC
- 3 titres : Spartan (Bridgetown)
- 2 titres : Brittons Hill FC, Pride of Gall Hill FC, Youth Milan FC
- 1 titre : Empire (Bank Hall, St. Michael), Pinelands, University of the West Indies FC